# Білий птах з чорною ознакою
«Бі́лий птах з чо́рною озна́кою» — український радянський художній фільм режисера Юрія Іллєнка, який розповідає про трагічну історію сім'ї Дзвонарів. Події фільму охоплюють 1937—1947 роки. Знятий 1970 року на кіностудії імені Довженка. Українське поетичне кіно.
Займає 8-у позицію у списку 100 найкращих фільмів в історії українського кіно.

## Сюжет
Події фільму відбуваються з 1937 по 1947 рік на Буковині, нині Чернівецька область на Заході України, в українському селищі на річці Черемош, прикордонному з Румунією.
У цьому селі живе сім'я Леся Дзвонаря (Олександр Плотников): Лесь, його дружина Катерина (Наталія Наум), перший син Петро (Іван Миколайчук), другий син Орест (Богдан Ступка), третій син Георгій (Михайло Іллєнко) та четвертий Богдан (Юрій Миколайчук). Голод 30-х років і румунізація населення привели до повсюдного зубожіння населення. Щоб вижити, Дзвонар вирішує продати синів у батраки. Старшого з них, Петра, заарештовують на ярмарку румунські солдати; молодшого, Георгія, бере в працівники місцевий священник, отець Мирон; решта розходяться по багатих господарствах, займаються сільськогосподарськими роботами, валять ліс.
У священника зростає дочка-красуня Дана (Лариса Кадочникова), в яку закохані троє старших братів. Вона не може вибрати когось одного, що спричиняє сварку братів. Ця любов буде відігравати велику роль у житті кожного із синів Дзвонаря, але щастя любові не отримає ніхто.
У 1940 році територія переходить до СРСР, солдати прибирають прикордонний стовп. Дана виходить заміж за солдата радянської армії — тракториста Остапа (Леонід Бакштаєв).
Початок війни розділяє братів, вони опиняються по різні боки барикад: Петро служить у Червоній Армії, а Орест прилучився до УПА-ОУН(б). Георгій залишився осторонь. Він закохується в місцеву чаклунку, яку незабаром вбиває румунський офіцер. Георгій у відчаї біжить з села шукати правду.
Кінець війни, у село повертається Петро Дзвонар. Повертається до дружини Дани тракторист, але вона його не приймає. Петро не знає, як сказати матері, що батька вбили, не наважується входити до будинку. Зустрівши тракториста, кличе його жити до свого дому. Орест продовжує партизанити в лісах. Прийшовши уночі додому до матері, застає тракториста, якого пізніше прив'язують до трактора з наміром спалити живцем. Петро намагається врятувати його, але трактор вибухає й обидва гинуть.
Повернувся додому Богдан. Контузія позбавила його голосу. Орест сходиться з Даною, вони живуть у лісі. Але вона йде від нього, оскільки втомилася від лісового життя, і повертається до батька.
Орест також утомився ховатися в горах, тому одного разу він виходить на свято в село. Його, самотнього й озброєного, люди цураються. Не звертаючи ні на кого уваги, Орест шукає в натовпі Дану, танцює з нею. Виходить Богдан, звинувачуючи його у вбивстві Петра. Орест біжить, селяни женуть його в гори. Лунає постріл, Орест помирає.
Настають мирні дні. Георгій став лікарем, повернувся в село. Він ставить згорілий трактор пам'ятником, лікує людей. Життя триває.

## Акторський склад
- Лариса Кадочникова — Дана
- Іван Миколайчук — Петро Дзвонар
- Богдан Ступка — Орест Дзвонар
- Юрій Миколайчук — Богдан Дзвонар
- Наталія Наум — Катерина Дзвонариха
- Джемма Фірсова — Вівдя
- Олександр Плотников — Лесь Дзвонар
- Василь Симчич — Отець Мирон
- Олег Полствін — Георгій у дитинстві
- Михайло Іллєнко — Георгій Дзвонар
- Леонід Бакштаєв — Остап
- Володимир Шакало — Левицький
- Костянтин Степанков — «Зозуля»
- Микола Олійник — Роман (озвучив актор Павло Морозенко): В епізодах: Марія Миколайчук, Володимир Колісник, В'ячеслав Вінник, А. Владимиров, Костянтин Степанков-молодший.

У фільмі брали участь жителі сіл Буковини, зокрема у масовці у сцені весілля знімалася Марія Матіос.

## Знімальна група
- Сценаристи: Юрій Іллєнко, Іван Миколайчук
- Режисер-постановник: Юрій Іллєнко
- Оператор-постановник: Вілен Калюта
- Художник-постановник: Анатолій Мамонтов
- Художник по костюмах: Лідія Байкова
- Звукооператор: Леонід Вачі
- Художник-гример: Яків Грінберг
- Монтажер: Наталія Пищикова
- Редактор: Віталій Юрченко
- Оператор: А. Лен
- Режисери: Ю. Фокін, І. Мілютенко, Григорій Зільберман, В'ячеслав Винник
- Художник-декоратор: Микола Поштаренко
- Комбіновані зйомки:
  - оператор: Григорій Сигалов
  - художник: Володимир Цирлін
- Асистенти:
  - режисера: Л. Кустова, В. Трубников
  - оператора: С. Найда, Мая Степанова, Сергій Стасенко, Павло Степанов, Володимир Довгальов
  - художника: Василь Безкровний
- Консультант з етнографії: Іван Снігур
- Консультант з румунської мови: Станіслав Семчинський
- Директор: Петро Тарасов

## Музика
- Музика у виконанні народного оркестру села Глиниця Кіцманського району[2].
- Під час фільму декілька разів звучить уривок з української народної пісні (музична тема головного героя): «Причесав си, прилизав си, в білі штани вбрав си, як увидів дівчиноньку — на дорозі… сів».

## Історія
2011 року в статті «Фільм як результат чаклунства» (до 40-річчя виходу фільму на екран) кінокритик Лариса Брюховецька відзначила, що «як стверджують Марія Євгенівна Миколайчук та Лариса Кадочникова, ідея фільму належала Івану Миколайчуку. Влітку 1969 року сценарій фільму був готовий. У № 5 за 1971 рік (у лютому) польський журнал Ekran, який регулярно писав про події в українському кіно, повідомив, що знімання фільму вже завершено і відбулися його перші покази — на кіностудії та в московському Будинку кіно і що його прийняли з ентузіазмом, визнавши одним з найвидатніших творів радянського кіно останніх років».

## Нагороди
Фільм отримав такі нагороди:
- 1971 — Золота медаль — Московський міжнародний кінофестиваль (Юрію Іллєнку),
- 1971 — Медаль Миру ООН (Юрію Іллєнку),
- 1972 — Відбіркова премія «Срібні сирени» — МКФ у Сорренто (Італія),
- 1988 — Державна премія Української РСР ім. Шевченка — «За створення різнопланових національних образів у кіно» (посмертно) Івану Миколайчуку.

Зі статті Лариси Брюховецької «Фільм як результат чаклунства»: «„Білий птах з чорною ознакою“ купили чимало країн, він здобув різні міжнародні нагороди: премію „Срібні сирени“ в Соренто, Італія, гран-прі „Золота пектораль шаха Ірану“ МКФ в Тегерані, дипломи у Сан-Франциско, Белграді, Токіо, Сіднеї, Мельбурні та ін.».

## Технічні дані
Фільм знімався на кольорову широкоформатну плівку 70 мм. Вийшов у прокат:
- на широкоформатній плівці 70 мм ORWO, (формат 2,2:1) з 6 канальним стереозвуком — магнітна фонограма, 11 частин — 6 роликів.
- на 35 мм плівці з монозвуком 11 частин (формат 1:2.35 та 1:1,37 оптичний друк),
- на 16 мм плівці, монозвук, 1,34:1 (оптичний друк).

## Критика
| "Білий птах...“ тогочасні зарубіжні критики порівнювали з майстерно виписаною фрескою, у якій є багаті, барвисті національні строї, архітектура, музика, танець, живопис, різьблення, народні пісні й поезія. Він зітканий з історичної правди і творчої фантазії, з любові й болю за українців, які на рідній землі були позбавлені безжурно-щасливого життя. „Білий птах з чорною ознакою“, як справжній класичний твір, залишається і сьогодні вражаючим і свіжим, як і сорок років тому! ...як справжній класичний твір, він відкриває нові й нові смисли... — Лариса Брюховецька[3] |